# George Rossi

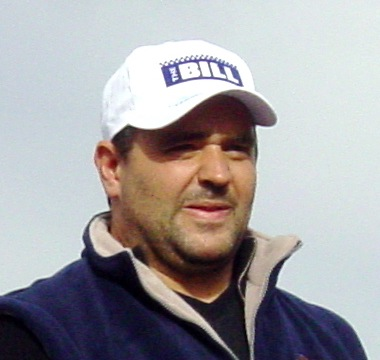
George Rossi (2003)

George Rossi (* 28. September 1961 in Govan, Glasgow, Lanarkshire, Schottland; † 5. Januar 2022 in London, England) war ein britischer Schauspieler. Einem breiten Publikum wurde er durch seine Rolle des D.C. Duncan Lennox in der britischen Fernsehserie The Bill, die er ab 1993 für 30 Jahre verkörperte, bekannt.

## Leben
Rossi wurde am 28. September 1961 in Govan als Sohn italienischer Eltern geboren. Seine Eltern stammten ursprünglich aus der Gemeinde Vallerotonda. Als Kind arbeitete er für seine Eltern als Eisverkäufer. Er hat einen Bruder. Rossi machte seinen Schauspielabschluss an der East 15 Acting School in Essex. Ab 1984 war er als Filmschauspieler tätig, in Comfort and Joy wirkte er gemeinsam mit seinem Bruder mit.
1990 wirkte er in der Rolle des Chopper im Film Iron Thunder mit. 1992 war er als Regisseur und Produzent am Film The Ballad of Kid Divine: The Cockney Cowboy beteiligt. Von 1993 bis 2003 spielte er in insgesamt 192 Episoden der britischen Fernsehserie The Bill die Rolle des D.C. Duncan Lennox. 1997 übernahm er die Rolle des Sergeant Baggio im Film Rosanna’s letzter Wille. Von 2009 bis 2010 stellte er Detective Constable McCormack in der Fernsehserie Whitechapel dar.
Er starb am 5. Januar 2022 im Alter von 60 Jahren in London an den Folgen von Bauchspeicheldrüsenkrebs.

## Filmografie (Auswahl)
- 1984: Ein Umzug kommt selten allein (The Chain)
- 1984: Comfort and Joy
- 1985: Max Headroom: Der Film (Max Headroom: 20 Minutes into the Future, Fernsehfilm)
- 1985: Ties of Blood (Miniserie, Episode 1x04)
- 1985: Billy the Kid and the Green Baize Vampire
- 1986: The Monocled Mutineer (Miniserie, Episode 1x02)
- 1986: Der singende Detektiv (The Singing Detective, Miniserie, 6 Episoden)
- 1987: The Houseman’s Tale (Miniserie, Episode 1x01)
- 1987: First Sight (Fernsehserie, Episode 1x05)
- 1987: Boon (Fernsehserie, Episode 2x01)
- 1988: Small World (Miniserie, Episode 1x05)
- 1988: A Very British Coup (Miniserie, 2 Episoden)
- 1989: At the Cafe Continental (Fernsehserie, Episode 1x05)
- 1989: Inspektor Wexford ermittelt (Ruth Rendell Mysteries, Fernsehserie, Episode 3x04)
- 1989: 4 Play (Fernsehserie, Episode 1x04)
- 1990: Iron Thunder (I Bought a Vampire Motorcycle)
- 1990: Big Man
- 1990: Boon (Fernsehserie, Episode 5x02)
- 1991: T. Bag and the Rings of Olympus (Fernsehserie, Episode 1x03)
- 1992: Agatha Christie’s Poirot (Fernsehserie, Episode 4x02)
- 1992–1998: Taggart (Fernsehserie, 5 Episoden, verschiedene Rollen)
- 1993–2003: The Bill (Fernsehserie, 192 Episoden)
- 1993: Casualty (Fernsehserie, Episode 8x14)
- 1994: Wedding Hangover
- 1994–1995: Roughnecks (Fernsehserie, 13 Episoden)
- 1996: Bugs – Die Spezialisten (Bugs, Fernsehserie, Episode 2x08)
- 1996: In Love and War
- 1997: Rosanna’s letzter Wille (Roseanna’s Grave)
- 1997: Der Preis des Verbrechens (Trial & Retribution, Fernsehserie, Episode 1x01)
- 1997: Thief Takers (Fernsehserie, 2 Episoden)
- 1997: Speedrider – Die Jagd nach dem Wunderauto (RPM)
- 2004: Holby City (Fernsehserie, Episode 6x37)
- 2004: Call Me (Kurzfilm)
- 2006: The Number One Girl
- 2006: Hotel Babylon (Fernsehserie, 2 Episoden)
- 2006: Ultimate Force (Fernsehserie, Episode 4x02)
- 2006: Pickles: The Dog Who Won the World Cup (Fernsehfilm)
- 2006: Respectable – Comedy aus dem Puff (Respectable, Fernsehserie, Episode 1x06)
- 2006: Wild Romance
- 2009–2010: Whitechapel (Fernsehserie, 6 Episoden)
- 2011: Hustle – Unehrlich währt am längsten (Hustle, Fernsehserie, Episode 7x06)
- 2012: The Hot Potato
- 2012: Sindbad (Sinbad, Fernsehserie, Episode 1x05)
- 2013: Doctors (Fernsehserie, Episode 15x83)
- 2017: Casualty (Fernsehserie, Episode 32x01)
- 2019: Cecelia Ahern: In deinem Leben (Thanks for the Memories, Miniserie, Episode 1x01)
- 2020: Le Cineaste – A Director's Journey